# 캘리포니아 주립 대학교 풀러턴
캘리포니아 주립대학교 풀러턴 캠퍼스(California State University, Fullerton, CSUF 또는 Cal State Fullerton)은 캘리포니아주 풀러턴에 있는 공립 대학교이다. 총 등록 학생 수가 41,000명 이상인 이 학교는 캘리포니아 주립 대학(CSU) 시스템에서 가장 큰 학생 단체를 보유하고 있으며, 5,000명 이상의 대학원 학생 단체는 CSU 및 캘리포니아 전체에서 가장 큰 학생 단체 중 하나이다. 2016년 가을 기준으로 학교에는 2,083명의 교수진이 있으며 그 중 782명이 재임 중이다. 이 대학교는 109개의 학위 프로그램을 제공한다: 55개의 학사 학위와 54개의 대학원 학위(3개의 박사 학위 포함).
캘리포니아 주립대학교 풀러턴 캠퍼스는 히스패닉 봉사 기관(HSI)이며 아시아계 미국인 태평양 제도 원주민 봉사 기관(AANAPISI) 자격을 갖추고 있다. 이 대학은 예술, 운동 훈련, 비즈니스, 화학, 통신, 의사소통 장애, 컴퓨터 과학, 무용, 공학, 음악, 간호, 공공 행정, 공중 보건, 사회 사업, 교사 교육 및 연극 분야에서 국가 공인을 받았다. CSUF와 관련된 지출은 캘리포니아와 지역 경제에 약 22억 6000만 달러의 영향을 미치고 있으며 주 전역에서 거의 16,000개의 일자리를 유지한다.
CSUF 운동팀은 NCAA의 디비전 I에서 경쟁하며 총칭하여 CSUF Titans로 알려져 있다. 이 팀은 빅 웨스트 콘퍼런스(Big West Conference)에서 경쟁한다.